# Campeonato Panamericano de Béisbol Sub-16
El Campeonato Panamericano de Béisbol Sub-16 fue organizado por la Confederación Panamericana de Béisbol desde el año 1989 hasta 2016, el torneo se había descontinuado oficialmente en el año 2010, sin embargo por el interés y empuje de varios países en el año 2016 se organizó una última edición en Panamá con la participación de 10 selecciones.
El torneo inaugural se realizó en 1989 en Colombia resultando campeón Brasil, se volvió a organizar una nueva edición en 1995 y de manera anual hasta el año 2000, en siete ediciones Brasil, Estados Unidos y Cuba ganaron el oro en dos ocasiones y México en 1 ocasión. 
A partir del año 2002 se realizó cada dos años hasta 2010 cuando se eliminó el torneo, tras el cambio den los estatutos de la IBAF posteriormente se realizaría una edición en 2016 siendo esta la última. En total Estados Unidos obtuvo 5 oros, Cuba 4, Brasil 2, México y Panamá 1.

## Historial
| Año          | Sede           |                | Medalla de oro | Medalla de plata |  | Medalla de bronce |
| 1989 Detalle | Colombia       | Brasil         |                |                  |  |                   |
| 1995 Detalle | Honduras       | México         | Nicaragua      | Honduras         |  |                   |
| 1996 Detalle | Estados Unidos | Estados Unidos | Brasil         | Cuba             |  |                   |
| 1997 Detalle | Colombia       | Brasil         | México         | Venezuela        |  |                   |
| 1998 Detalle | México         | Cuba           | Venezuela      | Estados Unidos   |  |                   |
| 1999 Detalle | Ecuador        | Cuba           | México         | Venezuela        |  |                   |
| 2000 Detalle | México         | Estados Unidos | Cuba           | Venezuela        |  |                   |
| 2002 Detalle | Venezuela      | Cuba           | Estados Unidos | Venezuela        |  |                   |
| 2004 Detalle | México         | Cuba           | Estados Unidos | México           |  |                   |
| 2006 Detalle | Venezuela      | Estados Unidos | Venezuela      | Cuba             |  |                   |
| 2008 Detalle | México         | Estados Unidos | Cuba           | Venezuela        |  |                   |
| 2010 Detalle | México         | Estados Unidos | México         | Cuba             |  |                   |
| 2016 Detalle | Panamá         | Panamá         | Cuba           | Brasil           |  |                   |

## Medallero
| # | País           |   |   |   | Total |
| - | -------------- | - | - | - | ----- |
| 1 | Estados Unidos | 5 | 2 | 1 | 8     |
| 2 | Cuba           | 4 | 3 | 3 | 10    |
| 3 | Brasil         | 2 | 1 | 1 | 4     |
| 4 | México         | 2 | 3 | 1 | 6     |
| 5 | Panamá         | 1 | 0 | 0 | 1     |
| 6 | Venezuela      | 0 | 2 | 5 | 7     |
| 7 | Nicaragua      | 0 | 1 | 0 | 1     |
| 8 | Honduras       | 0 | 0 | 1 | 1     |